# Mamadou Guèye
Mamadou Guèye (ur. 28 czerwca 1970) – senegalski piłkarz grający na pozycji pomocnika. W swojej karierze rozegrał 2 mecze w reprezentacji Senegalu.

## Kariera reprezentacyjna
W reprezentacji Senegalu Guèye zadebiutował 27 maja 1987 roku w zremisowanym 2:2 towarzyskim meczu z Japonią, rozegranym w Hiroszimie. W 1990 roku został powołany do kadry Senegalu na Puchar Narodów Afryki 1990. Na tym turnieju zagrał jedynie w przegranym 0:1 meczu o 3. miejsce z Zambią. Od 1987 do 1990 wystąpił w kadrze narodowej 2 razy.